# Ебергард Вайхольд
Ебергард Вайхольд (нім. Eberhard Weichold; 23 серпня 1891, Дрезден — 19 грудня 1960, Бремен) — німецький офіцер, віцеадмірал крігсмаріне. Кавалер Німецького хреста в золоті.

## Біографія
1 квітня 1911 року поступив на службу кадетом до кайзерліхмаріне. Учасник Першої світової війни. З 1 грудня 1915 по 6 травня 1916 року навчався в школі підводників, після чого служив вахтовим офіцером на підводних човнах UB 11, U 4, UC 20 і UB 50. З 17 травня по 29 листопада 1918 року — командир UC 22, на якій потопив 3 кораблі загальною водотоннажністю 10 902 брт. Після війни продовжив службу в рейхсмаріне.
З 27 жовтня 1938 року — перший офіцер адмірал-штабу командування ВМФ. З 2 листопада 1939 року — начальник спеціального штабу ОКВ з ведення торгово-економічної війни. З 28 червня 1940 року — начальник об'єднаного німецького штабу в адміралтействі Королівського флоту Італії. З 16 серпня 1941 по 4 березня 1943 року — німецький адмірал в адміралтействі Королівського флоту Італії, також з 22 листопада 1941 року — керівник німецького військово-морського командування в Італії, відповідав за постачання морем Африканського корпусу. Через суперечку з приводу Середземномор'я зі своїм другом Карлом Деніцем Вайхольд був звільнений з посади і переведений в ОКМ спеціальним представником морської війни. З 1 квітня 1944 по 8 травня 1945 року — начальник навчального штабу ОКМ.
8 травня 1945 року взятий у полон союзниками. Звільнений у 1947 році.

## Звання
- Морський кадет (1 квітня 1911)
- Фенріх-цур-зее (15 квітня 1942)
- Лейтенант-цур-зее (3 серпня 1914)
- Оберлейтенант-цур-зее (26 квітня 1917)
- Капітан-лейтенант (1 лютого 1921)
- Корветтен-капітан (1 квітня 1929)
- Капітан-цур-зее (1 жовтня 1936)
- Контрадмірал (1 липня 1940)
- Віцеадмірал (1 квітня 1942)

## Нагороди
- Залізний хрест
  - 2-го класу (24 січня 1917)
  - 1-го класу (29 липня 1917)
- Військова медаль (Османська імперія) (31 січня 1917)
- Хрест «За військові заслуги» (Австро-Угорщина) 3-го класу з військовою відзнакою (25 березня 1917)
- Орден Альберта (Саксонія), лицарський хрест 2-го класу з мечами (13 червня 1917)
- Срібна медаль «Ліакат» з шаблями (Османська імперія)
- Нагрудний знак підводника (1918)

- Почесний хрест ветерана війни з мечами (грудень 1934)
- Медаль «За вислугу років у Вермахті» 4-го, 3-го, 2-го і 1-го класу (25 років; 2 жовтня 1936) — отримав 4 нагороди одночасно
- Пам'ятна військова медаль (Австрія) з мечами
- Пам'ятна військова медаль (Угорщина) з мечами
- Медаль «У пам'ять 1 жовтня 1938»
- Медаль «У пам'ять 22 березня 1939 року»

- Застібка до Залізного хреста
  - 2-го класу (14 жовтня 1939)
  - 1-го класу
- Німецький хрест в золоті (22 липня 1942)
- Хрест «За військову доблесть» (Італія)
- Савойський військовий орден, офіцерський хрест (Королівство Італія)
- Нарукавна стрічка «Африка»